# Gand-Wevelgem 2021
La 83e édition de Gand-Wevelgem in Flanders Field, une course cycliste masculine sur route, a lieu le 28 mars 2021. Le parcours est tracé principalement dans la province de Flandre-Occidentale, en Belgique.

## Présentation
Gand-Wevelgem fait partie du calendrier UCI World Tour 2021 en catégorie 1.UWT. Elle est organisée par le vélo club Het Vliegend Wiel et fait partie du calendrier de l'UCI World Tour depuis 2006.

### Équipes
Vingt-cinq équipes sont inscrites à la course, avec les dix-neuf UCI WorldTeams et six UCI ProTeams invitées. La veille de la course, l'équipe Trek-Segafredo du tenant du titre Mads Pedersen se retire, après deux tests positifs à la COVID-19. En outre, Bora-Hansgrohe n'est également pas au départ, en raison des directives COVID-19 en Belgique. Astana-Premier Tech et Ineos Grenadiers, avec six coureurs chacun, ont été les seules équipes à ne pas inscrire sept coureurs. Finalement, 159 coureurs ont pris le départ de la course, dont seulement 90 ont terminé.
| WorldTeams (19)- AG2R Citroën Team - Astana-Premier Tech - Bahrain Victorious - Bora-Hansgrohe - Cofidis - Deceuninck-Quick Step - EF Education-Nippo - Groupama-FDJ - Ineos Grenadiers - Intermarché-Wanty-Gobert Matériaux - Israel Start-Up Nation - Jumbo-Visma - Lotto Soudal - Movistar Team - Team BikeExchange - Team DSM - Qhubeka Assos - Trek-Segafredo - UAE Team Emirates ProTeams (6)- Alpecin-Fenix - Arkéa-Samsic - B&B Hotels p/b KTM - Bingoal Pauwels Sauces WB - Sport Vlaanderen-Baloise - Total Direct Énergie |
| |

### Parcours
Le départ est donné à 10h00 à la Porte de Menin à Ypres. La course de 254 kilomètres passe par les Moëres après 100 km de course et les trois sections des Plugstreets entre les kilomètres 182 et 186. La première ascension est le Scherpenberg après 156 kilomètres. Le premier passage du Mont Kemmel se situe au km 169, le troisième et dernier au km 220 soit 34 kilomètres avant l'arrivée à Wevelgem.

### Favoris
Le grand favori est l'Irlandais Sam Bennett qui a le double avantage d'avoir déjà remporté 5 sprints en 2021 et d'appartenir à l'équipe Deceuninck-Quick Step, ultra-dominatrice sur ce type de courses d'un jour depuis le début de la saison. Si la victoire se décide au sprint, on peut aussi citer les coureurs suivants : le Norvégien Alexander Kristoff, l'Italien Giacomo Nizzolo, l'Australien Michael Matthews, le Français Arnaud Démare, le Belge Wout van Aert et ses compatriotes de l'équipe Alpecin-Fenix Tim Merlier et Jasper Philipsen. D'autres coureurs ont plus de chance de victoire si une attaque aboutit . Il s'agit des Belges Greg Van Avermaet, Yves Lampaert, Philippe Gilbert et Oliver Naesen, du Britannique Tom Pidcock et du Tchèque Zdeněk Štybar.

## Déroulement de la course
Issus du groupe de tête comprenant une vingtaine de coureurs qui s'était formé lors d'une bordure au premier tiers de la course, 9 d'entre eux se dégagent au cours de la deuxième ascension du Mont Kemmel. Ce groupe est constitué des Belges Wout van Aert et Nathan Van Hooydonck (Jumbo-Visma), de l'Irlandais Sam Bennett (Deceuninck-Quick-Step), de l'Australien Michael Matthews (BikeExchange), du Suisse Stefan Küng (Groupama-FDJ), des Italiens Giacomo Nizzolo (Qhubeka Assos) Matteo Trentin (UAE) et Sonny Colbrelli (Bahrain) et du Néerlandais Danny van Poppel (Intermarché-Wanty-Gobert). Lors de la dernière montée du Mont Kemmel, Trentin et Wout van Aert accélèrent mais ne parviennent pas à lâcher leurs compagnons d'échappée. À ce moment de la course, ce groupe compte une minute d'avance sur les premiers poursuivants. À 16 kilomètres de l'arrivée, Bennett et van Poppel sont lâchés à la suite d'une accélération de Van Hooydonck, l'équipier de van Aert. Le groupe de tête ainsi réduit à 7 unités se présente à l'arrivée à Wevelgem où Wout van Aert s'impose facilement au sprint devant Giacomo Nizzolo.

## Classements

### Classement final
| \| Classement général \| Classement général \| Classement général \| Classement général \| Classement général \| \| Coureur \| Coureur \| Pays \| Équipe \| Temps \| \| ------------------ \| -------------------- \| ------------------ \| -------------------- \| ------------------ \| \| 1er \| Wout van Aert \| Belgique \| Jumbo-Visma \| 5 h 45 min 11 s \| \| 2e \| Giacomo Nizzolo \| Italie \| Qhubeka Assos \| + 0 s \| \| 3e \| Matteo Trentin \| Italie \| UAE Team Emirates \| + 0 s \| \| 4e \| Sonny Colbrelli \| Italie \| Bahrain Victorious \| + 0 s \| \| 5e \| Michael Matthews \| Australie \| BikeExchange \| + 0 s \| \| 6e \| Stefan Küng \| Suisse \| Groupama-FDJ \| + 0 s \| \| 7e \| Nathan Van Hooydonck \| Belgique \| Jumbo-Visma \| + 3 s \| \| 8e \| Dylan van Baarle \| Pays-Bas \| Ineos Grenadiers \| + 52 s \| \| 9e \| Anthony Turgis \| France \| Total Direct Énergie \| + 54 s \| \| 10e \| Gianni Vermeersch \| Belgique \| Alpecin-Fenix \| + 1 min 25 s \| |                      |           |                      |                 |
| |                      |           |                      |                 |
| Sources : ProCyclingStats Cycling Quotient |                      |           |                      |                 |
| Classement général |                      |           |                      |                 |
| Coureur | Coureur              | Pays      | Équipe               | Temps           |
| 1er | Wout van Aert        | Belgique  | Jumbo-Visma          | 5 h 45 min 11 s |
| 2e | Giacomo Nizzolo      | Italie    | Qhubeka Assos        | + 0 s           |
| 3e | Matteo Trentin       | Italie    | UAE Team Emirates    | + 0 s           |
| 4e | Sonny Colbrelli      | Italie    | Bahrain Victorious   | + 0 s           |
| 5e | Michael Matthews     | Australie | BikeExchange         | + 0 s           |
| 6e | Stefan Küng          | Suisse    | Groupama-FDJ         | + 0 s           |
| 7e | Nathan Van Hooydonck | Belgique  | Jumbo-Visma          | + 3 s           |
| 8e | Dylan van Baarle     | Pays-Bas  | Ineos Grenadiers     | + 52 s          |
| 9e | Anthony Turgis       | France    | Total Direct Énergie | + 54 s          |
| 10e | Gianni Vermeersch    | Belgique  | Alpecin-Fenix        | + 1 min 25 s    |

### Classement UCI
La course attribue des points au Classement mondial UCI 2021 selon le barème suivant :
| Position           | 1er | 2e  | 3e  | 4e  | 5e  | 6e  | 7e  | 8e  | 9e  | 10e | 11e | 12e | 13e | 14e | 15e | 16e à 20e | 21e à 30e | 31e à 50e | 51e à 55e | 56e à 60e |
| Classement général | 500 | 400 | 325 | 275 | 225 | 175 | 150 | 125 | 100 | 85  | 70  | 60  | 50  | 40  | 35  | 30        | 20        | 10        | 5         | 3         |

## Liste des participants
| Légende | Légende                                                                    | Légende | Légende                                                    |
| ------- | -------------------------------------------------------------------------- | ------- | ---------------------------------------------------------- |
| Num     | Dossard de départ porté par le coureur sur ce Gand-Wevelgem                | Pos     | Position à l'arrivée de la course                          |
|         | Indique un maillot de champion national ou mondial, suivi de sa spécialité | NP      | Indique un coureur qui n'a pas pris le départ de la course |
| AB      | Indique un coureur qui n'a pas terminé la course                           | HD      | Indique un coureur qui a terminé la course hors des délais |

| Trek-Segafredo TFS | Trek-Segafredo TFS   | Trek-Segafredo TFS |
| ------------------ | -------------------- | ------------------ |
| Num                | Coureur              | Pos                |
| 1                  | Mads Pedersen (DEN)  | NP                 |
| 2                  | Jasper Stuyven (BEL) | NP                 |
| 3                  | Edward Theuns (BEL)  | NP                 |
| 4                  | Kiel Reijnen (USA)   | NP                 |
| 5                  | Quinn Simmons (USA)  | NP                 |
| 6                  | Koen de Kort (NED)   | NP                 |
| 7                  | Ryan Mullen (IRL)    | NP                 |

| Deceuninck-Quick Step DQT | Deceuninck-Quick Step DQT | Deceuninck-Quick Step DQT |
| ------------------------- | ------------------------- | ------------------------- |
| Num                       | Coureur                   | Pos                       |
| 11                        | Yves Lampaert (BEL)       | 14e                       |
| 12                        | Sam Bennett (IRL)         | 55e                       |
| 13                        | Davide Ballerini (ITA)    | 52e                       |
| 14                        | Michael Mørkøv (DEN)      | 51e                       |
| 15                        | Stijn Steels (BEL)        | 83e                       |
| 16                        | Zdeněk Štybar (CZE)       | 25e                       |
| 17                        | Bert Van Lerberghe (BEL)  | 20e                       |

| Lotto-Soudal LTS | Lotto-Soudal LTS         | Lotto-Soudal LTS |
| ---------------- | ------------------------ | ---------------- |
| Num              | Coureur                  | Pos              |
| 21               | Philippe Gilbert (BEL)   | AB               |
| 22               | John Degenkolb (GER)     | 27e              |
| 23               | Frederik Frison (BEL)    | 36e              |
| 24               | Jasper De Buyst (BEL)    | AB               |
| 25               | Brent Van Moer (BEL)     | 49e              |
| 26               | Roger Kluge (GER)        | AB               |
| 27               | Florian Vermeersch (BEL) | AB               |

| Intermarché-Wanty-Gobert Matériaux IWG | Intermarché-Wanty-Gobert Matériaux IWG | Intermarché-Wanty-Gobert Matériaux IWG |
| -------------------------------------- | -------------------------------------- | -------------------------------------- |
| Num                                    | Coureur                                | Pos                                    |
| 31                                     | Andrea Pasqualon (ITA)                 | AB                                     |
| 32                                     | Taco van der Hoorn (NED)               | AB                                     |
| 33                                     | Aimé De Gendt (BEL)                    | 30e                                    |
| 34                                     | Boy van Poppel (NED)                   | 65e                                    |
| 35                                     | Danny van Poppel (NED)                 | 23e                                    |
| 36                                     | Pieter Vanspeybrouck (BEL)             | AB                                     |
| 37                                     | Loïc Vliegen (BEL)                     | AB                                     |

| AG2R Citroën Team ACT | AG2R Citroën Team ACT   | AG2R Citroën Team ACT |
| --------------------- | ----------------------- | --------------------- |
| Num                   | Coureur                 | Pos                   |
| 41                    | Greg Van Avermaet (BEL) | 12e                   |
| 42                    | Oliver Naesen (BEL)     | 16e                   |
| 43                    | Stan Dewulf (BEL)       | AB                    |
| 44                    | Gijs Van Hoecke (BEL)   | AB                    |
| 45                    | Michael Schär (SUI)     | 89e                   |
| 46                    | Damien Touzé (FRA)      | AB                    |
| 47                    | Julien Duval (FRA)      | AB                    |

| Jumbo-Visma TJV | Jumbo-Visma TJV            | Jumbo-Visma TJV |
| --------------- | -------------------------- | --------------- |
| Num             | Coureur                    | Pos             |
| 51              | Wout van Aert (BEL)        | 1er             |
| 52              | Pascal Eenkhoorn (NED)     | 80e             |
| 53              | Timo Roosen (NED)          | 47e             |
| 54              | Edoardo Affini (ITA)       | AB              |
| 55              | Jos van Emden (NED)        | 79e             |
| 56              | Nathan Van Hooydonck (BEL) | 7e              |
| 57              | Maarten Wynants (BEL)      | 46e             |

| Bora-Hansgrohe BOH | Bora-Hansgrohe BOH        | Bora-Hansgrohe BOH |
| ------------------ | ------------------------- | ------------------ |
| Num                | Coureur                   | Pos                |
| 61                 | Nils Politt (GER)         | NP                 |
| 62                 | Pascal Ackermann (GER)    | NP                 |
| 63                 | Marcus Burghardt (GER)    | NP                 |
| 64                 | Daniel Oss (ITA)          | NP                 |
| 65                 | Michael Schwarzmann (GER) | NP                 |
| 66                 | Maciej Bodnar (POL)       | NP                 |
| 67                 | Rüdiger Selig (GER)       | NP                 |

| Israel Start-Up Nation ISN | Israel Start-Up Nation ISN | Israel Start-Up Nation ISN |
| -------------------------- | -------------------------- | -------------------------- |
| Num                        | Coureur                    | Pos                        |
| 71                         | Sep Vanmarcke (BEL)        | AB                         |
| 72                         | Mads Würtz Schmidt (DEN)   | AB                         |
| 73                         | André Greipel (GER)        | AB                         |
| 74                         | Hugo Hofstetter (FRA)      | 45e                        |
| 75                         | Alexis Renard (FRA)        | AB                         |
| 76                         | Tom Van Asbroeck (BEL)     | 31e                        |
| 77                         | Rick Zabel (GER)           | 67e                        |

| Bahrain Victorious TBV | Bahrain Victorious TBV  | Bahrain Victorious TBV |
| ---------------------- | ----------------------- | ---------------------- |
| Num                    | Coureur                 | Pos                    |
| 81                     | Heinrich Haussler (AUS) | 29e                    |
| 82                     | Sonny Colbrelli (ITA)   | 4e                     |
| 83                     | Fred Wright (GBR)       | AB                     |
| 84                     | Marco Haller (AUT)      | AB                     |
| 85                     | Phil Bauhaus (GER)      | AB                     |
| 86                     | Jonathan Milan (ITA)    | AB                     |
| 87                     | Marcel Sieberg (GER)    | 68e                    |

| Astana-Premier Tech APT | Astana-Premier Tech APT | Astana-Premier Tech APT |
| ----------------------- | ----------------------- | ----------------------- |
| Num                     | Coureur                 | Pos                     |
| 91                      | Yevgeniy Fedorov (KAZ)  | AB                      |
| 92                      | Yevgeniy Gidich (KAZ)   | AB                      |
| 93                      | Dmitriy Gruzdev (KAZ)   | 72e                     |
| 94                      | Hugo Houle (CAN)        | AB                      |
| 95                      | Artyom Zakharov (KAZ)   | 61e                     |
| 97                      | Benjamin Perry (CAN)    | 88e                     |

| Cofidis COF | Cofidis COF              | Cofidis COF |
| ----------- | ------------------------ | ----------- |
| Num         | Coureur                  | Pos         |
| 101         | Christophe Laporte (FRA) | 78e         |
| 102         | Simone Consonni (ITA)    | 62e         |
| 103         | Jempy Drucker (LUX)      | 87e         |
| 104         | Piet Allegaert (BEL)     | AB          |
| 105         | André Carvalho (POR)     | AB          |
| 106         | Kenneth Vanbilsen (BEL)  | AB          |
| 107         | Jelle Wallays (BEL)      | AB          |

| BikeExchange BEX | BikeExchange BEX            | BikeExchange BEX |
| ---------------- | --------------------------- | ---------------- |
| Num              | Coureur                     | Pos              |
| 111              | Jack Bauer (NZL)            | 15e              |
| 112              | Luke Durbridge (AUS)        | 41e              |
| 113              | Alexander Edmondson (AUS)   | AB               |
| 114              | Amund Grøndahl Jansen (NOR) | AB               |
| 115              | Luka Mezgec (SLO)           | AB               |
| 116              | Michael Matthews (AUS)      | 5e               |
| 117              | Robert Stannard (AUS)       | 32e              |

| Movistar Team MOV | Movistar Team MOV         | Movistar Team MOV |
| ----------------- | ------------------------- | ----------------- |
| Num               | Coureur                   | Pos               |
| 121               | Gabriel Cullaigh (GBR)    | AB                |
| 122               | Imanol Erviti (ESP)       | 24e               |
| 123               | Iván García Cortina (ESP) | 18e               |
| 124               | Juri Hollmann (GER)       | 64e               |
| 125               | Johan Jacobs (SUI)        | 69e               |
| 126               | Lluís Mas (ESP)           | 48e               |
| 127               | Sebastián Mora (ESP)      | AB                |

| Team DSM DSM | Team DSM DSM               | Team DSM DSM |
| ------------ | -------------------------- | ------------ |
| Num          | Coureur                    | Pos          |
| 131          | Søren Kragh Andersen (DEN) | 35e          |
| 132          | Nico Denz (GER)            | AB           |
| 133          | Cees Bol (NED)             | AB           |
| 134          | Niklas Märkl (GER)         | AB           |
| 135          | Casper Pedersen (DEN)      | AB           |
| 136          | Nils Eekhoff (NED)         | 81e          |
| 137          | Jasha Sütterlin (GER)      | AB           |

| Qhubeka Assos TQA | Qhubeka Assos TQA             | Qhubeka Assos TQA |
| ----------------- | ----------------------------- | ----------------- |
| Num               | Coureur                       | Pos               |
| 141               | Giacomo Nizzolo (ITA) (route) | 2e                |
| 142               | Michael Gogl (AUT)            | AB                |
| 143               | Andreas Stokbro (DEN)         | 66e               |
| 144               | Dimitri Claeys (BEL)          | 33e               |
| 145               | Emil Vinjebo (DEN)            | 71e               |
| 146               | Max Walscheid (GER)           | 26e               |
| 147               | Łukasz Wiśniowski (POL)       | AB                |

| UAE Team Emirates UAD | UAE Team Emirates UAD           | UAE Team Emirates UAD |
| --------------------- | ------------------------------- | --------------------- |
| Num                   | Coureur                         | Pos                   |
| 151                   | Alexander Kristoff (NOR)        | 28e                   |
| 152                   | Sven Erik Bystrøm (NOR) (route) | 13e                   |
| 153                   | Mikkel Bjerg (DEN)              | NP                    |
| 154                   | Ryan Gibbons (RSA)              | 39e                   |
| 155                   | Maximiliano Richeze (ARG)       | AB                    |
| 156                   | Ivo Oliveira (POR)              | AB                    |
| 157                   | Matteo Trentin (ITA)            | 3e                    |

| EF Education-Nippo EFN | EF Education-Nippo EFN    | EF Education-Nippo EFN |
| ---------------------- | ------------------------- | ---------------------- |
| Num                    | Coureur                   | Pos                    |
| 161                    | Alberto Bettiol (ITA)     | AB                     |
| 162                    | Jens Keukeleire (BEL)     | AB                     |
| 163                    | Stefan Bissegger (SUI)    | 50e                    |
| 164                    | Fumiyuki Beppu (JPN)      | AB                     |
| 165                    | Daniel Arroyave (COL)     | AB                     |
| 166                    | Sebastian Langeveld (NED) | AB                     |
| 167                    | Jonas Rutsch (GER)        | 56e                    |

| Groupama-FDJ GFC | Groupama-FDJ GFC            | Groupama-FDJ GFC |
| ---------------- | --------------------------- | ---------------- |
| Num              | Coureur                     | Pos              |
| 171              | Arnaud Démare (FRA) (route) | 44e              |
| 172              | Kevin Geniets (LUX)         | AB               |
| 173              | Stefan Küng (SUI) (route)   | 6e               |
| 174              | Olivier Le Gac (FRA)        | 37e              |
| 175              | Jacopo Guarnieri (ITA)      | AB               |
| 176              | Fabian Lienhard (SUI)       | 73e              |
| 177              | Ramon Sinkeldam (NED)       | AB               |

| Ineos Grenadiers IGD | Ineos Grenadiers IGD   | Ineos Grenadiers IGD |
| -------------------- | ---------------------- | -------------------- |
| Num                  | Coureur                | Pos                  |
| 181                  | Andrey Amador (CRC)    | 90e                  |
| 182                  | Owain Doull (GBR)      | 17e                  |
| 183                  | Michał Gołaś (POL)     | 21e                  |
| 185                  | Leonardo Basso (ITA)   | 74e                  |
| 186                  | Dylan van Baarle (NED) | 8e                   |
| 187                  | Cameron Wurf (AUS)     | AB                   |

| Sport Vlaanderen-Baloise SVB | Sport Vlaanderen-Baloise SVB | Sport Vlaanderen-Baloise SVB |
| ---------------------------- | ---------------------------- | ---------------------------- |
| Num                          | Coureur                      | Pos                          |
| 191                          | Cédric Beullens (BEL)        | 70e                          |
| 193                          | Arne Marit (BEL)             | AB                           |
| 194                          | Fabio Van den Bossche (BEL)  | 84e                          |
| 195                          | Lindsay De Vylder (BEL)      | AB                           |
| 196                          | Jordi Warlop (BEL)           | 85e                          |
| 197                          | Thimo Willems (BEL)          | 63e                          |
| 198                          | Robbe Ghys (BEL)             | 91e                          |

| Alpecin-Fenix AFC | Alpecin-Fenix AFC       | Alpecin-Fenix AFC |
| ----------------- | ----------------------- | ----------------- |
| Num               | Coureur                 | Pos               |
| 201               | Jasper Philipsen (BEL)  | 38e               |
| 202               | Tim Merlier (BEL)       | 34e               |
| 203               | Silvan Dillier (SUI)    | 75e               |
| 204               | Jonas Rickaert (BEL)    | 43e               |
| 205               | Oscar Riesebeek (NED)   | 40e               |
| 206               | Scott Thwaites (GBR)    | AB                |
| 207               | Gianni Vermeersch (BEL) | 10e               |

| Bingoal Pauwels Sauces WB BWB | Bingoal Pauwels Sauces WB BWB | Bingoal Pauwels Sauces WB BWB |
| ----------------------------- | ----------------------------- | ----------------------------- |
| Num                           | Coureur                       | Pos                           |
| 211                           | Timothy Dupont (BEL)          | 42e                           |
| 212                           | Jonas Castrique (BEL)         | 86e                           |
| 213                           | Laurenz Rex (BEL)             | AB                            |
| 214                           | Ludovic Robeet (BEL)          | AB                            |
| 215                           | Milan Menten (BEL)            | 60e                           |
| 216                           | Jelle Vanendert (BEL)         | AB                            |
| 217                           | Kenny Molly (BEL)             | 76e                           |

| B&B Hotels p/b KTM BBK | B&B Hotels p/b KTM BBK    | B&B Hotels p/b KTM BBK |
| ---------------------- | ------------------------- | ---------------------- |
| Num                    | Coureur                   | Pos                    |
| 221                    | Bryan Coquard (FRA)       | 53e                    |
| 222                    | Julien Morice (FRA)       | AB                     |
| 223                    | Bert De Backer (BEL)      | 77e                    |
| 224                    | Jens Debusschere (BEL)    | 57e                    |
| 225                    | Jérémy Lecroq (FRA)       | 11e                    |
| 226                    | Cyril Lemoine (FRA)       | 22e                    |
| 227                    | Jonas Van Genechten (BEL) | AB                     |

| Arkéa-Samsic ARK | Arkéa-Samsic ARK        | Arkéa-Samsic ARK |
| ---------------- | ----------------------- | ---------------- |
| Num              | Coureur                 | Pos              |
| 231              | Amaury Capiot (BEL)     | AB               |
| 232              | Benjamin Declercq (BEL) | AB               |
| 233              | Clément Russo (FRA)     | AB               |
| 234              | Connor Swift (GBR)      | 82e              |
| 235              | Bram Welten (NED)       | AB               |
| 236              | Daniel McLay (GBR)      | 54e              |
| 237              | Christophe Noppe (BEL)  | AB               |

| Total Direct Énergie TDE | Total Direct Énergie TDE   | Total Direct Énergie TDE |
| ------------------------ | -------------------------- | ------------------------ |
| Num                      | Coureur                    | Pos                      |
| 241                      | Niki Terpstra (NED)        | 59e                      |
| 242                      | Damien Gaudin (FRA)        | AB                       |
| 243                      | Adrien Petit (FRA)         | 58e                      |
| 244                      | Geoffrey Soupe (FRA)       | AB                       |
| 245                      | Edvald Boasson Hagen (NOR) | AB                       |
| 246                      | Anthony Turgis (FRA)       | 9e                       |
| 247                      | Dries Van Gestel (BEL)     | 19e                      |

| Trek-Segafredo TFS | Trek-Segafredo TFS   | Trek-Segafredo TFS |
| ------------------ | -------------------- | ------------------ |
| Num                | Coureur              | Pos                |
| 1                  | Mads Pedersen (DEN)  | NP                 |
| 2                  | Jasper Stuyven (BEL) | NP                 |
| 3                  | Edward Theuns (BEL)  | NP                 |
| 4                  | Kiel Reijnen (USA)   | NP                 |
| 5                  | Quinn Simmons (USA)  | NP                 |
| 6                  | Koen de Kort (NED)   | NP                 |
| 7                  | Ryan Mullen (IRL)    | NP                 |

| Deceuninck-Quick Step DQT | Deceuninck-Quick Step DQT | Deceuninck-Quick Step DQT |
| ------------------------- | ------------------------- | ------------------------- |
| Num                       | Coureur                   | Pos                       |
| 11                        | Yves Lampaert (BEL)       | 14e                       |
| 12                        | Sam Bennett (IRL)         | 55e                       |
| 13                        | Davide Ballerini (ITA)    | 52e                       |
| 14                        | Michael Mørkøv (DEN)      | 51e                       |
| 15                        | Stijn Steels (BEL)        | 83e                       |
| 16                        | Zdeněk Štybar (CZE)       | 25e                       |
| 17                        | Bert Van Lerberghe (BEL)  | 20e                       |

| Lotto-Soudal LTS | Lotto-Soudal LTS         | Lotto-Soudal LTS |
| ---------------- | ------------------------ | ---------------- |
| Num              | Coureur                  | Pos              |
| 21               | Philippe Gilbert (BEL)   | AB               |
| 22               | John Degenkolb (GER)     | 27e              |
| 23               | Frederik Frison (BEL)    | 36e              |
| 24               | Jasper De Buyst (BEL)    | AB               |
| 25               | Brent Van Moer (BEL)     | 49e              |
| 26               | Roger Kluge (GER)        | AB               |
| 27               | Florian Vermeersch (BEL) | AB               |

| Intermarché-Wanty-Gobert Matériaux IWG | Intermarché-Wanty-Gobert Matériaux IWG | Intermarché-Wanty-Gobert Matériaux IWG |
| -------------------------------------- | -------------------------------------- | -------------------------------------- |
| Num                                    | Coureur                                | Pos                                    |
| 31                                     | Andrea Pasqualon (ITA)                 | AB                                     |
| 32                                     | Taco van der Hoorn (NED)               | AB                                     |
| 33                                     | Aimé De Gendt (BEL)                    | 30e                                    |
| 34                                     | Boy van Poppel (NED)                   | 65e                                    |
| 35                                     | Danny van Poppel (NED)                 | 23e                                    |
| 36                                     | Pieter Vanspeybrouck (BEL)             | AB                                     |
| 37                                     | Loïc Vliegen (BEL)                     | AB                                     |

| AG2R Citroën Team ACT | AG2R Citroën Team ACT   | AG2R Citroën Team ACT |
| --------------------- | ----------------------- | --------------------- |
| Num                   | Coureur                 | Pos                   |
| 41                    | Greg Van Avermaet (BEL) | 12e                   |
| 42                    | Oliver Naesen (BEL)     | 16e                   |
| 43                    | Stan Dewulf (BEL)       | AB                    |
| 44                    | Gijs Van Hoecke (BEL)   | AB                    |
| 45                    | Michael Schär (SUI)     | 89e                   |
| 46                    | Damien Touzé (FRA)      | AB                    |
| 47                    | Julien Duval (FRA)      | AB                    |

| Jumbo-Visma TJV | Jumbo-Visma TJV            | Jumbo-Visma TJV |
| --------------- | -------------------------- | --------------- |
| Num             | Coureur                    | Pos             |
| 51              | Wout van Aert (BEL)        | 1er             |
| 52              | Pascal Eenkhoorn (NED)     | 80e             |
| 53              | Timo Roosen (NED)          | 47e             |
| 54              | Edoardo Affini (ITA)       | AB              |
| 55              | Jos van Emden (NED)        | 79e             |
| 56              | Nathan Van Hooydonck (BEL) | 7e              |
| 57              | Maarten Wynants (BEL)      | 46e             |

| Bora-Hansgrohe BOH | Bora-Hansgrohe BOH        | Bora-Hansgrohe BOH |
| ------------------ | ------------------------- | ------------------ |
| Num                | Coureur                   | Pos                |
| 61                 | Nils Politt (GER)         | NP                 |
| 62                 | Pascal Ackermann (GER)    | NP                 |
| 63                 | Marcus Burghardt (GER)    | NP                 |
| 64                 | Daniel Oss (ITA)          | NP                 |
| 65                 | Michael Schwarzmann (GER) | NP                 |
| 66                 | Maciej Bodnar (POL)       | NP                 |
| 67                 | Rüdiger Selig (GER)       | NP                 |

| Israel Start-Up Nation ISN | Israel Start-Up Nation ISN | Israel Start-Up Nation ISN |
| -------------------------- | -------------------------- | -------------------------- |
| Num                        | Coureur                    | Pos                        |
| 71                         | Sep Vanmarcke (BEL)        | AB                         |
| 72                         | Mads Würtz Schmidt (DEN)   | AB                         |
| 73                         | André Greipel (GER)        | AB                         |
| 74                         | Hugo Hofstetter (FRA)      | 45e                        |
| 75                         | Alexis Renard (FRA)        | AB                         |
| 76                         | Tom Van Asbroeck (BEL)     | 31e                        |
| 77                         | Rick Zabel (GER)           | 67e                        |

| Bahrain Victorious TBV | Bahrain Victorious TBV  | Bahrain Victorious TBV |
| ---------------------- | ----------------------- | ---------------------- |
| Num                    | Coureur                 | Pos                    |
| 81                     | Heinrich Haussler (AUS) | 29e                    |
| 82                     | Sonny Colbrelli (ITA)   | 4e                     |
| 83                     | Fred Wright (GBR)       | AB                     |
| 84                     | Marco Haller (AUT)      | AB                     |
| 85                     | Phil Bauhaus (GER)      | AB                     |
| 86                     | Jonathan Milan (ITA)    | AB                     |
| 87                     | Marcel Sieberg (GER)    | 68e                    |

| Astana-Premier Tech APT | Astana-Premier Tech APT | Astana-Premier Tech APT |
| ----------------------- | ----------------------- | ----------------------- |
| Num                     | Coureur                 | Pos                     |
| 91                      | Yevgeniy Fedorov (KAZ)  | AB                      |
| 92                      | Yevgeniy Gidich (KAZ)   | AB                      |
| 93                      | Dmitriy Gruzdev (KAZ)   | 72e                     |
| 94                      | Hugo Houle (CAN)        | AB                      |
| 95                      | Artyom Zakharov (KAZ)   | 61e                     |
| 97                      | Benjamin Perry (CAN)    | 88e                     |

| Cofidis COF | Cofidis COF              | Cofidis COF |
| ----------- | ------------------------ | ----------- |
| Num         | Coureur                  | Pos         |
| 101         | Christophe Laporte (FRA) | 78e         |
| 102         | Simone Consonni (ITA)    | 62e         |
| 103         | Jempy Drucker (LUX)      | 87e         |
| 104         | Piet Allegaert (BEL)     | AB          |
| 105         | André Carvalho (POR)     | AB          |
| 106         | Kenneth Vanbilsen (BEL)  | AB          |
| 107         | Jelle Wallays (BEL)      | AB          |

| BikeExchange BEX | BikeExchange BEX            | BikeExchange BEX |
| ---------------- | --------------------------- | ---------------- |
| Num              | Coureur                     | Pos              |
| 111              | Jack Bauer (NZL)            | 15e              |
| 112              | Luke Durbridge (AUS)        | 41e              |
| 113              | Alexander Edmondson (AUS)   | AB               |
| 114              | Amund Grøndahl Jansen (NOR) | AB               |
| 115              | Luka Mezgec (SLO)           | AB               |
| 116              | Michael Matthews (AUS)      | 5e               |
| 117              | Robert Stannard (AUS)       | 32e              |

| Movistar Team MOV | Movistar Team MOV         | Movistar Team MOV |
| ----------------- | ------------------------- | ----------------- |
| Num               | Coureur                   | Pos               |
| 121               | Gabriel Cullaigh (GBR)    | AB                |
| 122               | Imanol Erviti (ESP)       | 24e               |
| 123               | Iván García Cortina (ESP) | 18e               |
| 124               | Juri Hollmann (GER)       | 64e               |
| 125               | Johan Jacobs (SUI)        | 69e               |
| 126               | Lluís Mas (ESP)           | 48e               |
| 127               | Sebastián Mora (ESP)      | AB                |

| Team DSM DSM | Team DSM DSM               | Team DSM DSM |
| ------------ | -------------------------- | ------------ |
| Num          | Coureur                    | Pos          |
| 131          | Søren Kragh Andersen (DEN) | 35e          |
| 132          | Nico Denz (GER)            | AB           |
| 133          | Cees Bol (NED)             | AB           |
| 134          | Niklas Märkl (GER)         | AB           |
| 135          | Casper Pedersen (DEN)      | AB           |
| 136          | Nils Eekhoff (NED)         | 81e          |
| 137          | Jasha Sütterlin (GER)      | AB           |

| Qhubeka Assos TQA | Qhubeka Assos TQA             | Qhubeka Assos TQA |
| ----------------- | ----------------------------- | ----------------- |
| Num               | Coureur                       | Pos               |
| 141               | Giacomo Nizzolo (ITA) (route) | 2e                |
| 142               | Michael Gogl (AUT)            | AB                |
| 143               | Andreas Stokbro (DEN)         | 66e               |
| 144               | Dimitri Claeys (BEL)          | 33e               |
| 145               | Emil Vinjebo (DEN)            | 71e               |
| 146               | Max Walscheid (GER)           | 26e               |
| 147               | Łukasz Wiśniowski (POL)       | AB                |

| UAE Team Emirates UAD | UAE Team Emirates UAD           | UAE Team Emirates UAD |
| --------------------- | ------------------------------- | --------------------- |
| Num                   | Coureur                         | Pos                   |
| 151                   | Alexander Kristoff (NOR)        | 28e                   |
| 152                   | Sven Erik Bystrøm (NOR) (route) | 13e                   |
| 153                   | Mikkel Bjerg (DEN)              | NP                    |
| 154                   | Ryan Gibbons (RSA)              | 39e                   |
| 155                   | Maximiliano Richeze (ARG)       | AB                    |
| 156                   | Ivo Oliveira (POR)              | AB                    |
| 157                   | Matteo Trentin (ITA)            | 3e                    |

| EF Education-Nippo EFN | EF Education-Nippo EFN    | EF Education-Nippo EFN |
| ---------------------- | ------------------------- | ---------------------- |
| Num                    | Coureur                   | Pos                    |
| 161                    | Alberto Bettiol (ITA)     | AB                     |
| 162                    | Jens Keukeleire (BEL)     | AB                     |
| 163                    | Stefan Bissegger (SUI)    | 50e                    |
| 164                    | Fumiyuki Beppu (JPN)      | AB                     |
| 165                    | Daniel Arroyave (COL)     | AB                     |
| 166                    | Sebastian Langeveld (NED) | AB                     |
| 167                    | Jonas Rutsch (GER)        | 56e                    |

| Groupama-FDJ GFC | Groupama-FDJ GFC            | Groupama-FDJ GFC |
| ---------------- | --------------------------- | ---------------- |
| Num              | Coureur                     | Pos              |
| 171              | Arnaud Démare (FRA) (route) | 44e              |
| 172              | Kevin Geniets (LUX)         | AB               |
| 173              | Stefan Küng (SUI) (route)   | 6e               |
| 174              | Olivier Le Gac (FRA)        | 37e              |
| 175              | Jacopo Guarnieri (ITA)      | AB               |
| 176              | Fabian Lienhard (SUI)       | 73e              |
| 177              | Ramon Sinkeldam (NED)       | AB               |

| Ineos Grenadiers IGD | Ineos Grenadiers IGD   | Ineos Grenadiers IGD |
| -------------------- | ---------------------- | -------------------- |
| Num                  | Coureur                | Pos                  |
| 181                  | Andrey Amador (CRC)    | 90e                  |
| 182                  | Owain Doull (GBR)      | 17e                  |
| 183                  | Michał Gołaś (POL)     | 21e                  |
| 185                  | Leonardo Basso (ITA)   | 74e                  |
| 186                  | Dylan van Baarle (NED) | 8e                   |
| 187                  | Cameron Wurf (AUS)     | AB                   |

| Sport Vlaanderen-Baloise SVB | Sport Vlaanderen-Baloise SVB | Sport Vlaanderen-Baloise SVB |
| ---------------------------- | ---------------------------- | ---------------------------- |
| Num                          | Coureur                      | Pos                          |
| 191                          | Cédric Beullens (BEL)        | 70e                          |
| 193                          | Arne Marit (BEL)             | AB                           |
| 194                          | Fabio Van den Bossche (BEL)  | 84e                          |
| 195                          | Lindsay De Vylder (BEL)      | AB                           |
| 196                          | Jordi Warlop (BEL)           | 85e                          |
| 197                          | Thimo Willems (BEL)          | 63e                          |
| 198                          | Robbe Ghys (BEL)             | 91e                          |

| Alpecin-Fenix AFC | Alpecin-Fenix AFC       | Alpecin-Fenix AFC |
| ----------------- | ----------------------- | ----------------- |
| Num               | Coureur                 | Pos               |
| 201               | Jasper Philipsen (BEL)  | 38e               |
| 202               | Tim Merlier (BEL)       | 34e               |
| 203               | Silvan Dillier (SUI)    | 75e               |
| 204               | Jonas Rickaert (BEL)    | 43e               |
| 205               | Oscar Riesebeek (NED)   | 40e               |
| 206               | Scott Thwaites (GBR)    | AB                |
| 207               | Gianni Vermeersch (BEL) | 10e               |

| Bingoal Pauwels Sauces WB BWB | Bingoal Pauwels Sauces WB BWB | Bingoal Pauwels Sauces WB BWB |
| ----------------------------- | ----------------------------- | ----------------------------- |
| Num                           | Coureur                       | Pos                           |
| 211                           | Timothy Dupont (BEL)          | 42e                           |
| 212                           | Jonas Castrique (BEL)         | 86e                           |
| 213                           | Laurenz Rex (BEL)             | AB                            |
| 214                           | Ludovic Robeet (BEL)          | AB                            |
| 215                           | Milan Menten (BEL)            | 60e                           |
| 216                           | Jelle Vanendert (BEL)         | AB                            |
| 217                           | Kenny Molly (BEL)             | 76e                           |

| B&B Hotels p/b KTM BBK | B&B Hotels p/b KTM BBK    | B&B Hotels p/b KTM BBK |
| ---------------------- | ------------------------- | ---------------------- |
| Num                    | Coureur                   | Pos                    |
| 221                    | Bryan Coquard (FRA)       | 53e                    |
| 222                    | Julien Morice (FRA)       | AB                     |
| 223                    | Bert De Backer (BEL)      | 77e                    |
| 224                    | Jens Debusschere (BEL)    | 57e                    |
| 225                    | Jérémy Lecroq (FRA)       | 11e                    |
| 226                    | Cyril Lemoine (FRA)       | 22e                    |
| 227                    | Jonas Van Genechten (BEL) | AB                     |

| Arkéa-Samsic ARK | Arkéa-Samsic ARK        | Arkéa-Samsic ARK |
| ---------------- | ----------------------- | ---------------- |
| Num              | Coureur                 | Pos              |
| 231              | Amaury Capiot (BEL)     | AB               |
| 232              | Benjamin Declercq (BEL) | AB               |
| 233              | Clément Russo (FRA)     | AB               |
| 234              | Connor Swift (GBR)      | 82e              |
| 235              | Bram Welten (NED)       | AB               |
| 236              | Daniel McLay (GBR)      | 54e              |
| 237              | Christophe Noppe (BEL)  | AB               |

| Total Direct Énergie TDE | Total Direct Énergie TDE   | Total Direct Énergie TDE |
| ------------------------ | -------------------------- | ------------------------ |
| Num                      | Coureur                    | Pos                      |
| 241                      | Niki Terpstra (NED)        | 59e                      |
| 242                      | Damien Gaudin (FRA)        | AB                       |
| 243                      | Adrien Petit (FRA)         | 58e                      |
| 244                      | Geoffrey Soupe (FRA)       | AB                       |
| 245                      | Edvald Boasson Hagen (NOR) | AB                       |
| 246                      | Anthony Turgis (FRA)       | 9e                       |
| 247                      | Dries Van Gestel (BEL)     | 19e                      |

## Diffusion TV
La course est retransmise intégralement en France sur La chaîne L'Équipe (canal 21 de la TNT).